# 太佐順
太佐 順（たさ じゅん、1937年（昭和12年）4月12日 - ）は、日本の作家。
鹿児島県肝属郡内之浦町（肝付町）出身。本名・順一。週刊誌記者、PR誌編集、出版社等に勤務。『新潮』『すばる』他の文芸誌に作品を発表。1974年（昭和49年）『季刊藝術』に掲載した「『父』の年輪」で芥川賞候補になる。1989年（平成元年）の第15回参議院議員通常選挙・鹿児島選挙区に進歩党公認で出馬、落選した。

## 著書
- 祈りの部屋 養神書院 1970
- 「父」の年輪 燎原社 1975
- 父の年輪 冬樹社 1979.9
- 砲台跡の夏草-日米決戦と志布志湾 六興出版、1989 「本土決戦の真実」学研M文庫
- 銀座夢通り ショートストーリーズ44 六興出版 1990.4
- 遠すぎる渚 太田八重子愛と死のなぞ遺して 六興出版 1990.12
- 陸遜 孫権を支えた呉の大軍師 2004.3 (PHP文庫)
- 班超 「西域攻略」に夢をかけた後漢の勇将 2004.10 (PHP文庫)
- 仇討ち橋 大石兵六勤番江戸暦 岩切正吾（別名）2005.5 双葉文庫
- 鄭和 中国の大航海時代を築いた伝説の英雄 2007.11 (PHP文庫)
- 夜の琴 薬種屋喜十事件控 2009.1 (学研M文庫)
- 異人舟 薬種屋喜十事件控 2009.12 (学研M文庫)
- 「最後の特攻隊」の真相 消された偵察機「彩雲」 学研パブリッシング 2011.7

## 選挙
- 1989年（平成元年）の参議院議員通常選挙・鹿児島選挙区(改選数2)に、進歩党の候補者公募に応じて出馬した。

## 参考
- 芥川賞のすべて
- http://bookweb.kinokuniya.co.jp/htm/4054049915.html